# Loy Vaught
Loy Stephen Vaught (Grand Rapids, 27 febbraio 1968) è un ex cestista statunitense, professionista nella NBA.

## Carriera
È stato selezionato dai Los Angeles Clippers  al primo giro del Draft NBA 1990 (13ª scelta assoluta).

## Statistiche

### College
| Anno      | Squadra             | PG  | PT | MP   | TC%  | 3P%  | TL%  | RP   | AP  | PRP | SP  | PP   |
| --------- | ------------------- | --- | -- | ---- | ---- | ---- | ---- | ---- | --- | --- | --- | ---- |
| 1986-1987 | Michigan Wolverines | 32  | 1  | 13,0 | 55,7 | -    | 50,0 | 3,9  | 0,4 | 0,3 | 1,0 | 4,6  |
| 1987-1988 | Michigan Wolverines | 34  | 20 | 22,0 | 62,1 | -    | 72,4 | 6,6  | 0,6 | 0,6 | 0,3 | 10,5 |
| 1988-1989 | Michigan Wolverines | 37  | 21 | 23,0 | 66,1 | 40,0 | 77,8 | 8,0  | 1,0 | 0,5 | 0,3 | 12,6 |
| 1989-1990 | Michigan Wolverines | 31  | 31 | 30,0 | 59,5 | 0,0  | 80,4 | 11,2 | 1,0 | 0,5 | 0,8 | 15,5 |
| Carriera  | Carriera            | 134 | 73 | 22,0 | 61,7 | 33,3 | 75,2 | 7,4  | 0,7 | 0,5 | 0,6 | 10,8 |

### NBA

#### Regular Season
| Anno      | Squadra          | PG  | PT  | MP   | TC%  | 3P%  | TL%  | RP   | AP  | PRP | SP  | PP   |
| --------- | ---------------- | --- | --- | ---- | ---- | ---- | ---- | ---- | --- | --- | --- | ---- |
| 1990-1991 | L.A. Clippers    | 73  | 0   | 16,1 | 48,7 | 0,0  | 66,2 | 4,8  | 0,5 | 0,3 | 0,3 | 5,5  |
| 1991-1992 | L.A. Clippers    | 79  | 38  | 21,4 | 49,2 | 80,0 | 79,7 | 6,5  | 0,9 | 0,5 | 0,4 | 7,6  |
| 1992-1993 | L.A. Clippers    | 79  | 4   | 20,9 | 50,8 | 25,0 | 74,8 | 6,2  | 0,7 | 0,7 | 0,5 | 9,4  |
| 1993-1994 | L.A. Clippers    | 75  | 56  | 28,2 | 53,7 | 0,0  | 72,0 | 8,7  | 1,0 | 1,0 | 0,3 | 11,7 |
| 1994-1995 | L.A. Clippers    | 80  | 79  | 37,1 | 51,4 | 21,2 | 71,0 | 9,7  | 1,7 | 1,3 | 0,4 | 17,5 |
| 1995-1996 | L.A. Clippers    | 80  | 78  | 37,1 | 52,5 | 36,8 | 72,7 | 10,1 | 1,4 | 1,1 | 0,5 | 16,2 |
| 1996-1997 | L.A. Clippers    | 82  | 82  | 34,6 | 50,0 | 16,7 | 70,2 | 10,0 | 1,3 | 1,0 | 0,3 | 14,9 |
| 1997-1998 | L.A. Clippers    | 10  | 6   | 26,5 | 42,9 | 0,0  | 37,5 | 6,5  | 0,7 | 0,4 | 0,2 | 7,5  |
| 1998-1999 | Detroit Pistons  | 37  | 10  | 13,0 | 38,1 | 0,0  | 64,3 | 3,9  | 0,3 | 0,4 | 0,2 | 3,4  |
| 1999-2000 | Detroit Pistons  | 43  | 0   | 6,8  | 36,0 | 0,0  | 68,8 | 2,1  | 0,3 | 0,1 | 0,1 | 1,7  |
| 2000-2001 | Dallas Mavericks | 37  | 1   | 10,6 | 45,5 | -    | 66,7 | 3,3  | 0,4 | 0,4 | 0,1 | 3,1  |
| 2000-2001 | Wash. Wizards    | 14  | 0   | 11,2 | 52,1 | -    | 100  | 3,6  | 0,5 | 0,4 | 0,1 | 3,9  |
| Carriera  | Carriera         | 689 | 534 | 24,7 | 50,4 | 24,4 | 71,8 | 7,1  | 0,9 | 0,7 | 0,3 | 10,1 |

#### Playoffs
| Anno     | Squadra         | PG | PT | MP   | TC%  | 3P%  | TL%  | RP  | AP  | PRP | SP  | PP   |
| -------- | --------------- | -- | -- | ---- | ---- | ---- | ---- | --- | --- | --- | --- | ---- |
| 1992     | L.A. Clippers   | 5  | 0  | 7,2  | 63,6 | 100  | 100  | 2,4 | 0,8 | 0,2 | 0,2 | 3,4  |
| 1993     | L.A. Clippers   | 3  | 0  | 16,7 | 40,0 | -    | 80,0 | 6,0 | 0,0 | 1,3 | 0,3 | 5,3  |
| 1997     | L.A. Clippers   | 3  | 3  | 30,0 | 61,3 | 33,3 | 66,7 | 9,0 | 0,7 | 1,0 | 0,7 | 15,0 |
| 1999     | Detroit Pistons | 2  | 0  | 7,5  | 50,0 | -    | -    | 0,5 | 0,0 | 0,5 | 0,0 | 2,0  |
| 2000     | Detroit Pistons | 2  | 0  | 8,0  | 0,0  | -    | -    | 3,0 | 0,0 | 1,0 | 0,0 | 0,0  |
| Carriera | Carriera        | 15 | 3  | 13,8 | 53,1 | 50,0 | 75,0 | 4,3 | 0,4 | 0,7 | 0,3 | 5,5  |

## Palmarès
- Campione NCAA (1989)